# Guillermo Orozco
Guillermo Orozco Gómez, né en 1954 à Guadalajara, est un professeur du département d'études de la communication sociale de l'université de Guadalajara (Mexique). Il a réalisé plusieurs études sur l'influence de l'information médiatique, notamment dans l'audiovisuel, sur la population nationale ou locale.

## Publications
- Chiapas : la otra guerra, sus protagonistas y la teleaudiencia (Le Chiapas : l'autre guerre, ses protagonistes et l'audimat)